# Burden of Dreams (Boulder)
Burden of Dreams ist ein Boulderproblem in Lappnor, Finnland, und der erste mit dem Schwierigkeitsgrad 9a (V17) gewertete Boulder der Welt. Er wurde vom finnischen Kletterer Nalle Hukkataival am 23. Oktober 2016 erstbegangen.

## Boulder
Der Fels liegt im Bouldergebiet Lappnor, 100 Kilometer östlich von Helsinki im Süden Finnlands. Er ist aus rotem Granit und etwa vier Meter hoch. Die Route führt in gerader Linie in der Mitte der 45 Grad überhängenden Wand hinauf und besteht aus fünf schwierigen Zügen. Hukkataival beschreibt das Projekt als „sehr schlichter Boulder mit geradliniger und brutaler Frontalkletterei. Keine Tricks, nur rohe Kraft.“
Während des Prozesses war der Boulder als Lappnor Project bekannt. Nach der Begehung nannte Hukkataival den Boulder Burden of Dreams, in Anlehnung an den gleichnamigen Dokumentarfilm über die chaotische Produktion von Werner Herzogs Film Fitzcarraldo aus dem Jahr 1982.

## Erstbegehung
Hukkataival brauchte für die Erstbegehung vier Jahre. Er fand den Boulder durch seinen Freund Marko Siivinen, der ihm den Felsblock zeigte. Anfangs dachte Hukkataival, dass er das Projekt in wenigen Tagen durchsteigen würde und dass der Boulder ungefähr der Schwierigkeit 8c (V15) entspräche. Beim Probieren wurde schnell klar, dass es sich um ein langjähriges Projekt handelte. Hukkataival arbeitete daraufhin jeden Frühling und jeden Herbst am Projekt, wenn die Wetterverhältnisse am besten waren. Ein Großteil der Arbeit war für Hukkataival das Finden der passenden Beta. Den Durchbruch schaffte er im März 2016, als der amerikanische Kletterer Jimmy Webb einen Fußtritt fand, den Hukkataival bisher nicht verwendet hatte. Mit der neuen Beta und nach einer klimabedingten Sommerpause schaffte er es am 23. Oktober 2016, das Projekt zu klettern.
Der Boulder wurde in der Folge – ohne Erfolg – von Profikletterern wie Daniel Woods, Jimmy Webb, Dave Graham, Rustam Gelmanov, Shawn Raboutou, Stefano Ghisolfi und Vadim Timonov probiert. Am 14. April 2023 gelang William Bosi die erste Wiederholung. Er benötigte dafür insgesamt 14 Sessions am Felsen selbst, nachdem er zuvor für etwa zehn Sessions an einer detailgetreuen Replica trainiert hatte. Am 27. Dezember 2023 wiederholte Simon Lorenzi den Boulder als Dritter. Mit einer völlig neuen Beta wiederholte Elias Iagnemma den Boulder am 25. März 2024 als Vierter.

## Bewertung
Hukkataival schlägt den Schwierigkeitsgrad Fb. 9a (V17) vor, womit Burden of Dreams der erste Boulder in diesem Schwierigkeitsgrad ist. In den Zeiten, in denen Hukkataival nicht an diesem Projekt arbeitete, gelang es ihm, mehrere Boulder im Bereich 8c (V15) und 8c+ (V16) mit vergleichsweise wenig Aufwand zu klettern. Daraus folgert er, dass Burden of Dreams schwieriger als 8c+ (V16) sein muss. Von William Bosi, der den Boulder erstmals wiederholte, wurde diese Bewertung bestätigt. Dies macht Burden of Dreams endgültig zum ersten 9a-Boulder der Welt.

## Film
Vier Monate nach der Erstbegehung veröffentlichte Nalle Hukkataival den Film The Lappnor Project, der die Geschichte der Erstbegehung und Hukkataivals bisher schwierigstes und längstes Projekt erzählt. Der Film dauert 34 Minuten und wurde von Blue Kangoo Films produziert.

## Begehungen
- Nalle Hukkataival – 23. Oktober 2016 – Erstbegehung
- William Bosi – 14. April 2023 – erste Wiederholung
- Simon Lorenzi – 27. Dezember 2023
- Elias Iagnemma – 25. März 2024[14]
- Sungsu Lee – 12. Mai 2025[15]